# Kyselina m-kumarová
Kyselina m-kumarová ([metakumarová]) je organická sloučenina, hydroxyderivát kyseliny skořicové. Je jedním z izomerů kyseliny kumarové společně s kyselinou o-kumarovou a p-kumarovou, které se liší pozicí hydroxylové skupiny na benzenovém jádru.

## Výskyt
Kyselina m-kumarová se nachází v octu.